# William Baldwin
William Joseph "Billy" Baldwin (New York, 1963. február 21. –) amerikai színművész. 
Három testvére (Alec Baldwin, Daniel Baldwin, Stephen Baldwin) szintén színész.

## Válogatott filmográfia

### Film
| Év   | Magyar cím                           | Eredeti cím                          | Szerep                            | Magyar hang       |
| ---- | ------------------------------------ | ------------------------------------ | --------------------------------- | ----------------- |
| 1989 | Született július 4-én                | Born on the Fourth of July           | tengerészgyalogos Vietnámban      |                   |
| 1990 | Higgy neki, hisz zsaru               | Internal Affairs                     | Van Stretch rendőr                | Dunai Tamás       |
| 1990 | Egyenesen át                         | Flatliners                           | Dr. Joe Hurley                    | Rudolf Péter      |
| 1991 | Lánglovagok                          | Backdraft                            | Brian McCaffrey                   | Stohl András      |
| 1993 | Ki szeret a végén?                   | Three of Hearts                      | Joe Costella                      |                   |
| 1993 | Sliver                               | Sliver                               | Zeke Hawkins                      | Cserhalmi György  |
| 1995 | Pirománc                             | A Pyromaniac's Love Story            | Garet                             | Lux Ádám          |
| 1995 | Tiszta játszma                       | Fair Game                            | Max Kirkpatrick nyomozó           | Széles László     |
| 1996 | Vérfagyasztó                         | Curdled                              | Paul Guell                        | Viczián Ottó      |
| 1998 | Nyomd a sódert!                      | Bulworth                             | Constance Bulworth szeretője      |                   |
| 1998 | Összetört képmás                     | Shattered Image                      | Brian                             | Selmeczi Roland   |
| 1999 | Vírus – Pusztító idegen              | Virus                                | Steve Baker                       | Selmeczi Roland   |
| 2000 | Zsarucsapda                          | Primary Suspect                      | Christian Box                     | Forgács Péter     |
| 2000 | Frigy vagy nem frigy?                | Relative Values                      | Don Lucas                         | Nagy Ervin        |
| 2001 | Robbanáspont                         | Double Bang                          | Billy Brennan                     | Haás Vander Péter |
| 2001 | Az utca törvénye                     | One Eyed King                        | Frankie Thomas                    |                   |
| 2001 | A titok fogságában                   | Say Nothing                          | Julian Grant                      |                   |
| 2002 | Papagájok – Szerelem második látásra | You Stupid Man                       | Brady                             |                   |
| 2003 | Múltterápia                          | Red Rover                            | Will Taylor                       |                   |
| 2004 | A bűn művészete                      | Art Heist                            | Bruce Walker                      |                   |
| 2005 | A tintahal és a bálna                | The Squid and the Whale              | Ivan                              | Király Attila     |
| 2006 | Fűdelaza                             | Park                                 | Dennis                            | Németh Gábor      |
| 2007 |                                      | Adrift in Manhattan                  | Mark Phipps                       |                   |
| 2007 |                                      | A Plumm Summer                       | Mick Plumm                        |                   |
| 2007 |                                      | Noise                                | polgármester személyzeti vezetője |                   |
| 2008 | Lepattintva                          | Forgetting Sarah Marshall            | Hunter Rush nyomozó               | Bozsó Péter       |
| 2010 | Az Igazság Ligája: Két földi válság  | Justice League: Crisis on Two Earths | Batman (hangja)                   | Sótonyi Gábor     |
| 2010 |                                      | 1 a Minute                           | önmaga                            |                   |
| 2011 |                                      | Jock the Hero Dog                    | hajós                             |                   |
| 2012 | Dínó kaland                          | Dino Time                            | Sarco (hangja)                    | Varga Gábor       |
| 2013 | Az idegen vendég                     | Stranger Within                      | Robert Moore                      | Széles László     |
| 2013 | Szerelmi leckék                      | Be My Valentine                      | Dan                               | Kőszegi Ákos      |

### Televízió
| Év        | Magyar cím                    | Eredeti cím           | Szerep                      | Megjegyzések                              |
| --------- | ----------------------------- | --------------------- | --------------------------- | ----------------------------------------- |
| 1989      | Gyilkosság a Central Parkban  | The Preppie Murder    | Robert Chambers             | - tévéfilm - magyar hangja: - Zalán János |
| 1999      | Gyilkosok szövetsége          | Brotherhood of Murder | Tom Martinez                | tévéfilm                                  |
| 2003      |                               | E.D.N.Y.              | Mike 'Mad Dog' Kelly        | tévéfilm                                  |
| 2004–2007 | Danny, a fantom               | Danny Phantom         | Johnny 13 (hangja)          | 3 epizód                                  |
| 2006      |                               | Waterfront            | Paul Brennan                | 5 epizód                                  |
| 2007–2009 | Édes, drága titkaink          | Dirty Sexy Money      | Patrick Darling             | 23 epizód                                 |
| 2010–2012 | Gossip Girl – A pletykafészek | Gossip Girl           | William Van Der Woodsen     | 11 epizód                                 |
| 2010      | Vásott szülők                 | Parenthood            | Gordon Flint                | 8 epizód                                  |
| 2011–2012 | Hawaii Five-0                 | Hawaii Five-0         | Frank Delano                | 5 epizód                                  |
| 2011      | Kettős személyiség            | The Craigslist Killer | Bennett nyomozó             | tévéfilm                                  |
| 2012      | A stúdió                      | 30 Rock               | Lance Drake Mandrell        | 1 epizód                                  |
| 2012      | Négy férfi, egy eset          | Men at Work           | Shepard Peters              | 1 epizód                                  |
| 2013      | Copper – A törvény ára        | Copper                | William 'Wild Bill' Eustace | 2 epizód                                  |
| 2014      |                               | Wilfred               | Bruce                       | 1 epizód                                  |
| 2015      | Mindörökké                    | Forever               | Oliver Clausten             | 1 epizód                                  |
| 2015      | Vérmes négyes                 | Hot in Cleveland      | Dane Stevens                | 3 epizód                                  |
| 2015      | Amit a szíved diktál          | Lead With Your Heart  | Ben Walker                  | tévéfilm                                  |
| 2016      |                               | Hit the Floor         | Jackson Everett             | 4 epizód                                  |
| 2017      |                               | While You Were Dating | Nick Stendahl               | tévéfilm                                  |
| 2017–2019 | MacGyver                      | MacGyver              | Elwood Davis                | 6 epizód                                  |
| 2018      | A telhetetlen                 | Insatiable            | Gordy Greer                 | 1 epizód                                  |
| 2018      |                               | The Purge             | David Ryker                 | 5 epizód                                  |
| 2018      |                               | Dream Corp, LLC       | apa                         | 1 epizód                                  |
| 2019      |                               | Northern Rescue       | John West                   | 10 epizód                                 |
| 2019      |                               | Too Old to Die Young  | Theo                        | 10 epizód                                 |

## Fordítás
- Ez a szócikk részben vagy egészben  a   William Baldwin című angol Wikipédia-szócikk fordításán alapul.  Az eredeti cikk szerkesztőit annak laptörténete sorolja fel. Ez a jelzés csupán a megfogalmazás eredetét és a szerzői jogokat jelzi, nem szolgál a cikkben szereplő információk forrásmegjelöléseként.